# حوزه انتخابیه رودبار
حوزهٔ انتخاباتی رودبار یکی از حوزه از حوزه‌های استان گیلان برای انتخابات مجلس شورای اسلامی است. این حوزه به مرکزیت رودبار، ۱ نماینده دارد.

## نمایندگان این حوزه
- دوره اول: مسلم میرزاپورکلشتری
- دوره دوم: سید ابوالحسن مخزن موسوی
- دوره سوم: مسلم میرزاپور کلشتری
- دوره چهارم: فرامرز گلشنی
- دوره پنجم: فرامرز گلشنی
- دوره ششم: سلیم مرعشی
- دور هفتم:عطاالله حکیمی
- دور هشتم: صمد مرعشی
- دور نهم :عطاالله حکیمی
- دور دهم:منوچهر جمالی سوسفی
- دور یازدهم:مهرداد گودرزوند چگینی
- دور دوازدهم:مهرداد گودرزوند چگینی

## پی‌نوشت و منبع
- «جدول حوزه‌های انتخابیه در انتخابات دهمین دورهٔ مجلس شورای اسلامی» (PDF). مرکز پژوهش و سنجش افکار صدا و سیما. بایگانی‌شده از اصلی (PDF) در ۵ اكتبر ۲۰۱۸. دریافت‌شده در ۳ اوت ۲۰۱۶. تاریخ وارد شده در |archive-date= را بررسی کنید (کمک)